# Arcângelo Leite

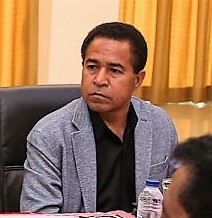
Arcângelo Leite (2019)

Arcângelo de Jesus Gouveia Leite ist ein Politiker aus Osttimor. Er ist Mitglied der Partido Democrático (PD).

## Leben
Nach Absolvierung der Sekundärstufe auf dem Colégio de São José 1986, schloss er 1990 sein Studium zu Verwaltung mit einem Bachelor an der APDN im indonesischen Kalimantan ab. In Jakarta erhielt Leite 1995 einen Abschluss am Regierungsinstitut für Wissenschaften von Ilmu Permerintahan. Während seines Studiums war er aktives Mitglied der Resistência Nacional dos Estudantes de Timor-Leste RENETIL (Nationaler Widerstand der Studenten aus Timor-Leste).
2002 arbeitete Leite als Beobachter der Verfassunggebenden Versammlung Osttimors aus der mit der Unabhängigkeit am 20. Mai das Nationalparlament hervorging. Von 2003 bis 2006 war er Teil der Arbeitsgruppe zur Festlegung der Staatsgrenze. Auch untersuchte er die Möglichkeiten für Regierungen auf lokaler Ebene.
Am 8. August 2007 wurde Leite zum Minister für Staatsadministration von Osttimor vereidigt, als Nachfolger von Ana Pessoa Pinto. Davor arbeitete er im Ministerium als Nationaler Direktor für Territorialverwaltung.
2011 wurde Leite mit Vorwürfen von Amtsmissbrauch und Korruption konfrontiert. Nach den Parlamentswahlen in Osttimor 2012 gab Leite sein Ministeramt an seinen Nachfolger Jorge da Conceição Teme ab.
Von 2018 bis 2023 war Leite Mitglied des Staatsrats.